# Згуртляр
Згуртляр — река в России, протекает в Республике Дагестан. Устье реки находится в 73 км по правому берегу реки Аварское Койсу. Длина реки составляет 18 км.

## Данные водного реестра
По данным государственного водного реестра России относится к Западно-Каспийскому бассейновому округу, водохозяйственный участок реки — Сулак от истока до Чиркейского гидроузла. Речной бассейн реки — Терек.
Код объекта в государственном водном реестре — 07030000112109300001008.